# 26. březen
26. březen je 85. den roku podle gregoriánského kalendáře (86. v přestupném roce). Do konce roku zbývá 280 dní. Svátek má Emanuel.

## Události

### Česko
- 1348 – Začalo společné zasedání říšského a českého sněmu – první generální sněm.
- 1419 – „Strašlivé a hrozné“ zatmění Slunce v Čechách (byť částečné, < 50%), což se vykládalo jako zlé znamení, a král Václav IV. byl toho roku raněn mrtvicí.
- 1511 – Velké zemětřesení v Čechách a na Moravě, které trvalo čtvrt hodiny.
- 1775 – Císařská vojska potlačila povstání sedláků u Chlumce.
- 1926 – Byla založena Národní obec fašistická, v čele obce stál generál Radola Gajda.
- 1939 – I v Praze byla německými okupanty trvale zavedena jízda vpravo. V jiných městech toto nařízení platilo již od 16. března.
- 1940 – Miloš Havel byl donucen prodat Barrandovské ateliéry za 6 885 000 korun a bylo mu umožněno pronajmout si ateliéry pro natáčení nejméně pěti filmů za rok.
- 1945 – Rudá armáda osvobodila první obec v českých zemích – Sudice na území Slezska.
- 2005 – Předsedou ČSSD byl znovu zvolen Stanislav Gross.
- 2011 – Cenu Thálie za celoživotní herecké mistrovství získala herečka Jiřina Bohdalová.

### Svět
- 1027 – Papež Jan XIX. korunoval Konráda II. římsko-německým císařem
- 1147 – Židovská komunita v Kolíně nad Rýnem držela půst jako upomínku protižidovského násilí ve městě.
- 1169 – Saladin se stal emírem Egypta.
- 1526 – Francouzský král František I. se vrátil ze španělského věznění do Francie.
- 1636 – Slavnostní otevření Univerzity v nizozemském Utrechtu.
- 1668 – Anglie převzala kontrolu na indickou Bombají.
- 1776 – Jižní Karolína odsouhlasila novou vládu v čele s Johnem Rutledgem a novou ústavu jako další krok k nezávislosti na Spojeném království.
- 1790 – Americký kongres odsouhlasil zákon o naturalizaci, o kterou lze požádat po dvou letech pobytu v USA.
- 1796 – Rumunsko vyhlásilo království.
- 1945 – Za války v Tichomoří dobyli Američané japonský ostrov Iwodžimu.
- 1973 – Poprvé v historii Londýnské akciové burzy se obchodování mohly zúčastnit ženy.
- 1979 – Egyptský prezident Anvar as-Sádát a izraelský premiér Menachem Begin ve Washingtonu podepsali mírovou smlouvu o vzájemném uznání obou zemí, ukončení válečného stavu a stažení izraelské armády ze Sinajského poloostrova po 31 let trvajícím konfliktu.
- 1995 – V platnost vstoupily tzv. Schengenské dohody o volném pohybu osob, na jejichž základě byly zrušeny pravidelné hraniční kontroly mezi signatářskými zeměmi.
- 2010 – Jihokorejská korveta Čchonan (PCC-772) byla potopena v důsledku výbuchu severokorejského torpéda. Zahynulo 46 námořníků.
- 2015 – Saúdská Arábie zahájila vojenskou intervenci v Jemenu.

## Narození

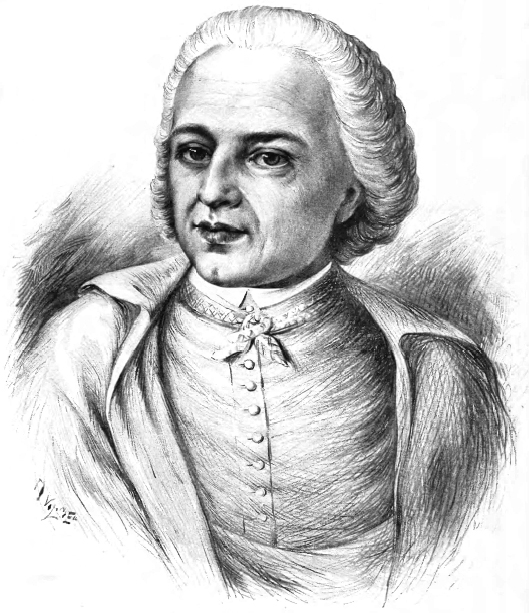
Prokop Diviš (* 1698)

### Česko
- 1698 – Prokop Diviš, přírodovědec, vynálezce bleskosvodu († 21. prosince 1765)
- 1806 – Josef Slavík, houslista a hudební skladatel († 30. května 1833)
- 1833 – Antonín Bennewitz, český houslista, dirigent a hudební pedagog († 29. května 1926)
- 1859 – Hugo Václav Sáňka, speleolog, archeolog a blanenský kronikář († 8. února 1929)
- 1862 – Josef Šimonek, československý politik († 18. dubna 1934)
- 1869 – Josef Slabý, děkan teologické fakulty v Olomouci († 29. prosince 1930)
- 1874 – Oskar Nedbal, skladatel, dirigent a violista († 24. prosince 1930)
- 1875 – Rudolf Pilát, politik, bankéř a horolezec († 18. října 1946)
- 1881 – František Koucký, kanovník litoměřické kapituly († 16. ledna 1962)
- 1889 – Václav Kaprál, klavírista, sbormistr, publicista a hudební skladatel († 6. dubna 1947)
- 1902 – Josef Hlouch, římskokatolický teolog († 10. června 1972)
- 1905
  - Štěpán Trochta, kardinál a biskup litoměřický († 6. dubna 1974)
  - Václav Černý, literární vědec († 2. července 1987)
- 1911 – Karel Dvořák, spisovatel, novinář, divadelník a překladatel († 13. května 1988)
- 1912
  - Miroslav Míčko, historik umění, pedagog, výtvarný kritik a překladatel († 1. března 1970)
  - Eustach Bittner, numismatik a muzejní pracovník († 23. prosince 2001)
- 1915 – Josef Stehlík, člen československého zahraničního leteckého odboje († 30. května 1991)
- 1923 – Bohuslav Kučera, čs. ministr spravedlnosti († 11. března 2006)
- 1925
  - Michal Vičan, československý fotbalový reprezentant († 27. ledna 1986)
  - Bohuslav Klíma starší, český archeolog a geolog († 6. února 2000)
- 1927
  - Hana Ezrová, československá hráčka a funkcionářka basketbalu
  - Jiří Hilmera, český historik umění († 27. dubna 2009)
- 1928 – Dagmar Hilarová, spisovatelka († 1. červenec 1996)
- 1929 – Josef Boháč, hudební skladatel († 31. října 2006)
- 1931 – Květoslav Hísek, malíř († 10. června 2016)
- 1936 – Jan Beneš, spisovatel († 1. června 2007)
- 1938
  - Jana Hlaváčová, herečka († 13. ledna 2024)
  - Petr Piťha, kněz, bohemista, lingvista, politik a pedagog
- 1941 – Eliška Hašková-Coolidge, bývalá asistentka amerických prezidentů
- 1942 – Daniela Mrázková, teoretička a kritička umělecké fotografie
- 1944 – Vlasta Vopičková, československá tenistka
- 1946
  - Jan Berwid-Buquoy, český a německý politolog a historik
  - Jiří Kabeš, violista, člen skupiny The Plastic People of the Universe
- 1950 – Alena Šolcová, matematička a historička exaktních věd
- 1951 – Petr Čornej, český historik
- 1952
  - Jan Burian, český básník, písničkář a prozaik
  - Kateřina Červenková, česká muzikoložka, lexikografka a klavíristka
- 1953 – Ivan Hubač, scenárista a dramaturg
- 1956
  - Jana Kališová, divadelní režisérka
  - Pavel Janoušek, literární historik a teoretik
- 1963 – Vilma Cibulková, herečka
- 1966 – Martin Petrásek, lyžař
- 1975 – Lenka Šmídová, jachtařka
- 1987 – Ondřej Kúdela, fotbalista

### Svět

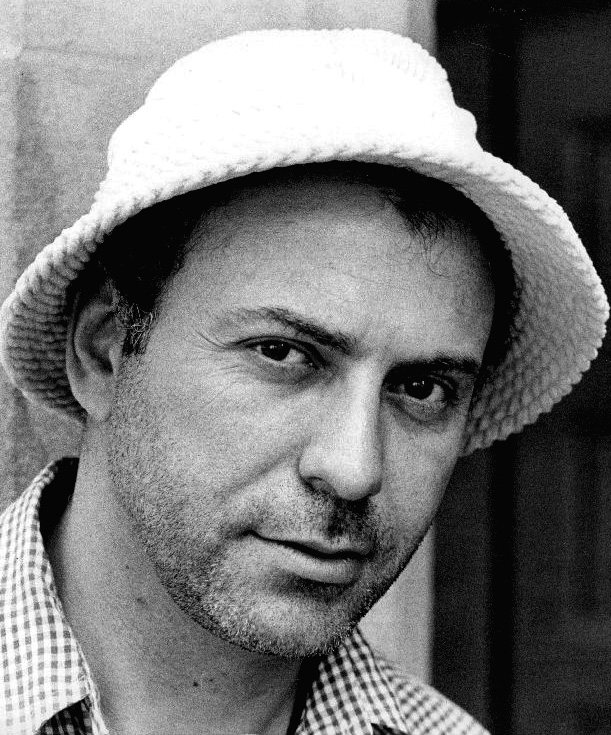
Alan Arkin (* 1934)

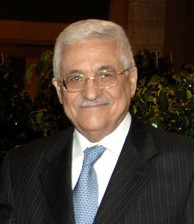
Mahmúd Abbás (* 1935)

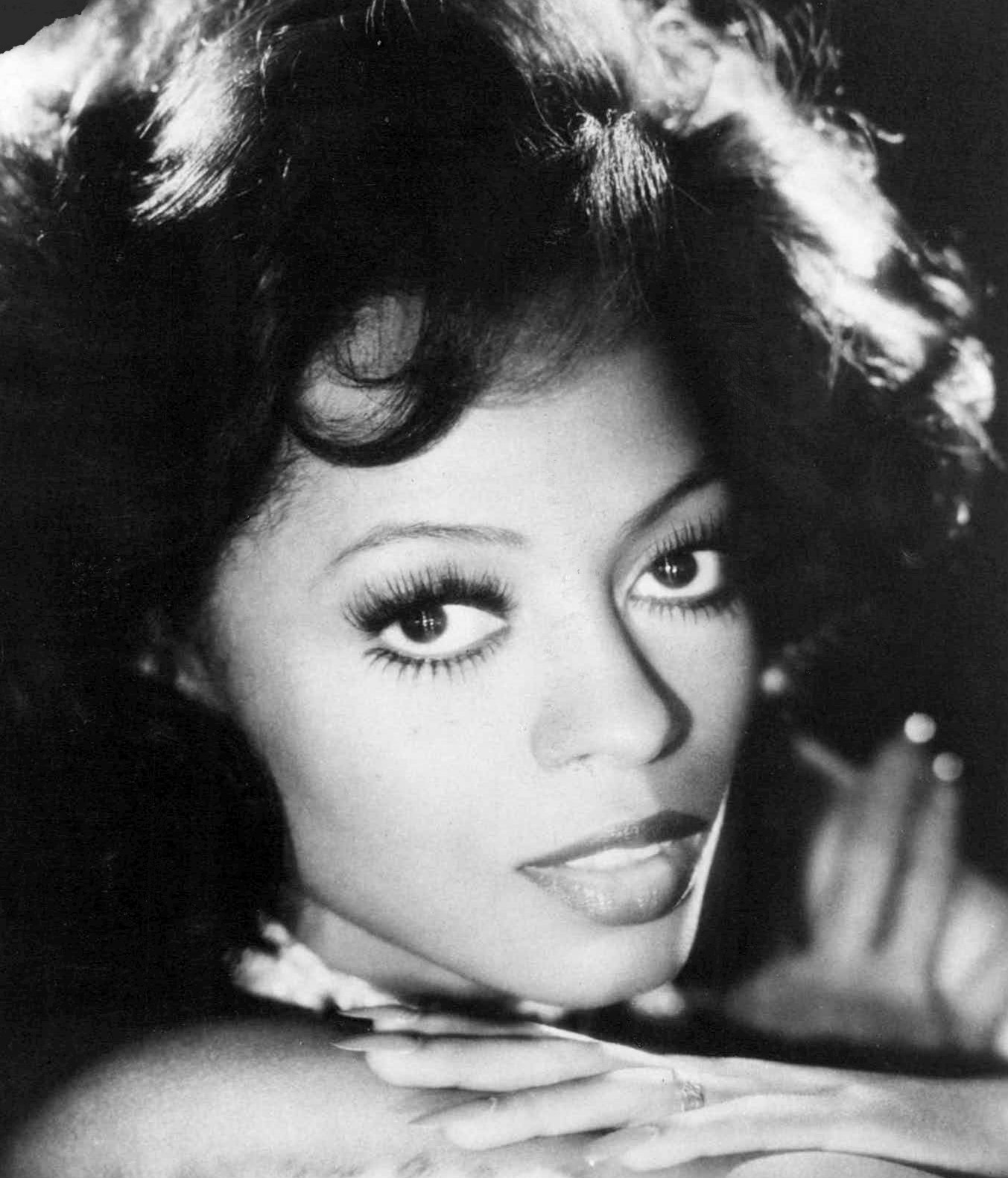
Diana Rossová (* 1944)

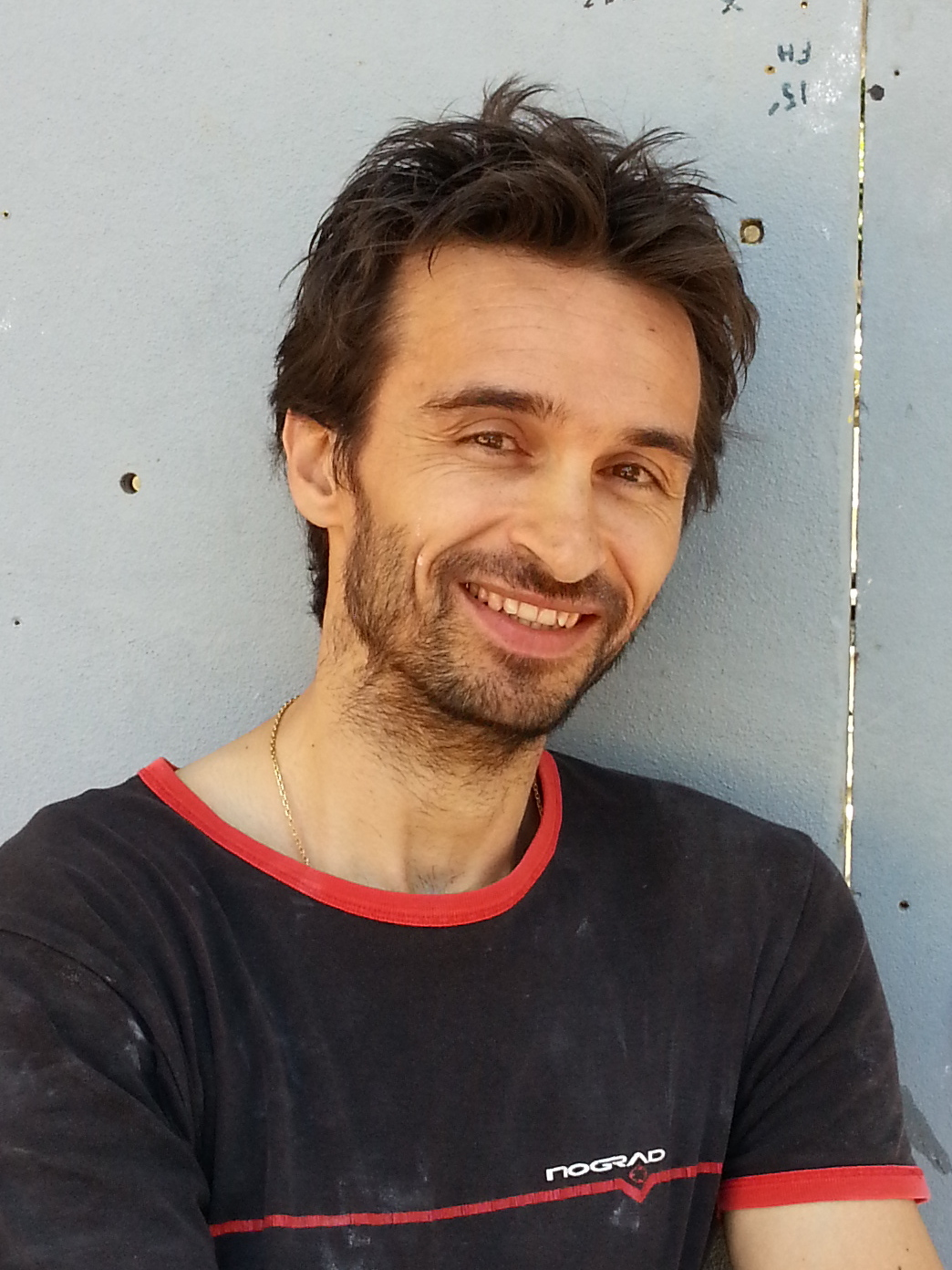
François Legrand (* 1970)

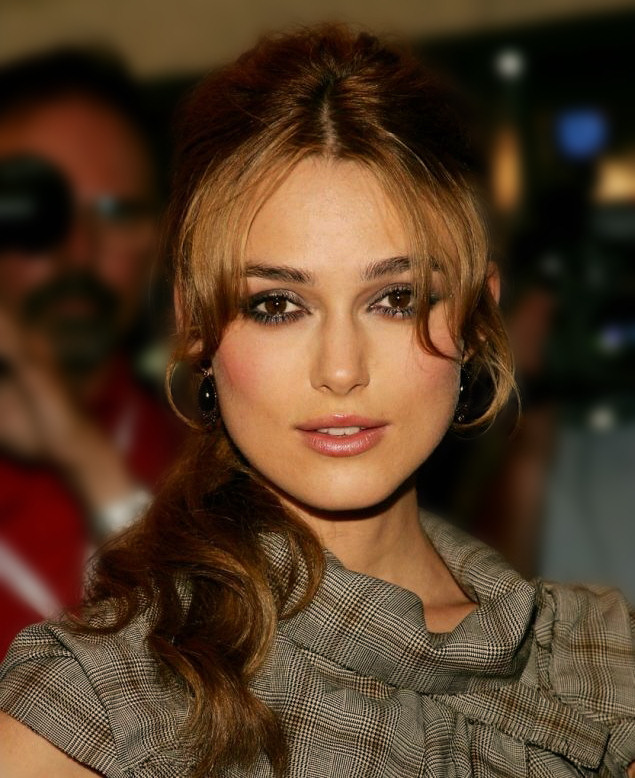
Keira Knightleyová (* 1985)

- 1516 – Konrad Gessner, švýcarský přírodovědec a bibliograf († 13. prosince 1565)
- 1554 – Karel II. Lotrinský, velitel Katolické ligy († 4. října 1611)
- 1559 – Wolf Dietrich von Raitenau, arcibiskup v Salcburku († 16. ledna 1617)
- 1633 – Mary Bealeová, anglická portrétistka († 1699)
- 1634 – Domenico Freschi, italský hudební skladatel († 2. července 1710)
- 1662 – Marie Louisa Orleánská, španělská královna, manželka Karla II. († 12. února 1689)
- 1685 – Johann Alexander Thiele, německý malíř a rytec († 22. května 1752)
- 1692 – Jean Restout, francouzský malíř († 1. ledna 1768)
- 1753 – Benjamin Thompson, angloamerický fyzik a vynálezce († 21. srpna 1814)
- 1774 – Ernst von Hügel, württemberský generál a ministr († 30. března 1849)
- 1788 – Boniface de Castellane, francouzský generál († 16. září 1862)
- 1794 – Julius Schnorr von Carolsfeld, německý malíř († 24. května 1872)
- 1811 – Konstantin von Höfler, německý historik († 29. listopadu 1897)
- 1819 – Jiří z Cambridge, britský maršál a vnuk krále Jiřího III. († 17. března 1904)
- 1832 – Michel Bréal, francouzský filolog († 1915)
- 1834 – Hermann Wilhelm Vogel, německý chemik a fotograf († 17. prosinec 1898)
- 1849 – Armand Peugeot, francouzský průkopník automobilismu († 2. ledna 1915)
- 1852
  - Josef Emanuel Hibsch, rakouský geolog († 4. listopadu 1940)
  - Élémir Bourges, francouzský spisovatel a novinář († 13. listopadu 1925)
- 1868 – Fuad I., egyptský král († 28. dubna 1936)
- 1873 – Condé Montrose Nast, americký vydavatel časopisů († 19. září 1942)
- 1874 – Robert Frost, americký básník, dramatik, spisovatel a vysokoškolský pedagog, čtyřnásobný nositel Pulitzerovy ceny († 29. ledna 1963)
- 1875
  - Max Abraham, německý fyzik († 16. listopadu 1922)
  - I Sung-man, prezident Korejské republiky († 19. července 1965)
- 1876 – Wilhelm Wied, albánský kníže († 18. duben 1945)
- 1881 – Guccio Gucci, italský obchodník a módní návrhář († 2. ledna 1953)
- 1891 – Anežka Marie Toskánská, rakouská arcivévodkyně († 4. října 1945)
- 1893 – Palmiro Togliatti, předseda komunistické strany Itálie († 21. srpna 1964)
- 1895 – Vilho Tuulos, finský olympijský vítěz v trojskoku († 5. září 1967)
- 1903 – Alexander Križka, slovenský spisovatel, pedagog, režisér a dramaturg († 9. prosince 1955)
- 1904
  - Joseph Campbell, americký komparativní religionista († 30. října 1987)
  - Attilio Ferraris, italský fotbalista († 8. května 1947)
  - Hugon Hanke, ministerský předseda polské exilové vlády († 19. prosince 1964)
  - Xenofón Zolotas, premiér Řecka († 10. června 2004)
- 1905 – Viktor Frankl, rakouský neurolog a psychiatr († 2. září 1997)
- 1908 – Betty MacDonaldová, americká spisovatelka († 7. února 1958)
- 1911
  - John Langshaw Austin, britský jazykovědec († 8. února 1960)
  - Tennessee Williams, americký dramatik († 25. února 1983)
- 1913 – Pál Erdős, maďarský matematik († 20. září 1996)
- 1914
  - Franz Stangl, velitel vyhlazovacích táborů Sobibor a Treblinka († 28. června 1971)
  - William Westmoreland, americký generál († 18. července 2005)
- 1916 – Christian B. Anfinsen, americký biochemik, Nobelova cena za chemii 1972 († 14. května 1995)
- 1917 – Rufus Thomas, americký zpěvák († 15. prosince 2001)
- 1918 – Andy Hamilton, na Jamajce narozený britský saxofonista († 3. června 2012)
- 1920 – Chajim-Moše Šapira, izraelský politik († 16. července 1970)
- 1925
  - Pierre Boulez, francouzský hudební skladatel, dirigent a klavírista († 5. ledna 2016)
  - James Moody, americký saxofonista († 9. prosince 2010)
- 1930 – Gregory Corso, americký básník († 17. ledna 2001)
- 1931 – Leonard Nimoy, americký herec († 27. února 2015)
- 1933
  - Tinto Brass, italský avantgardní filmař
  - Renato Pirocchi, italský automobilový závodník († 29. července 2002)
  - Donald Bailey, americký jazzový bubeník († 15. října 2013)
- 1934 – Alan Arkin, americký herec, spisovatel a režisér († 29. června 2023)
- 1935
  - Mahmúd Abbás, prezident Státu Palestina
  - Jiří Kormaník, československý zápasník, stříbro na OH 1964 († 3. listopadu 2017)
- 1938
  - Anthony James Leggett, britský fyzik a nositel Nobelovy ceny za fyziku 2003
  - Jicchak Perec, izraelský politik a rabín
- 1939 – Alena Bartlová, slovenská historička
- 1940 – James Caan, americký herec († 6. července 2022)
- 1941
  - Lella Lombardi, italská automobilová závodnice († 3. března 1992)
  - Richard Dawkins, britský zoolog, etolog a biolog
- 1942 – Larry Butler, americký hudebník, hudební producent a skladatel († 20. ledna 2012)
- 1943
  - Peter Áč, slovenský fotograf
  - Bob Woodward, americký novinář a spisovatel
- 1944 – Diana Rossová, americká zpěvačka
- 1946 – Ljudmila Titovová, sovětská rychlobruslařka, zlato na OH 1968
- 1948 – Steven Tyler, zpěvák americké skupiny Aerosmith
- 1949
  - Markéta Rumunská, dědičná princezna rumunského trůnu
  - Patrick Süskind, německý spisovatel a scenárista
- 1950
  - Reinhold Bilgeri, rakouský zpěvák a literát
  - Alan Silvestri, americký skladatel filmové hudby
- 1951 – Carl Wieman, americký fyzik, Nobelova cena 2001
- 1952 – Didier Pironi, francouzský automobilový závodník († 23. srpna 1987)
- 1953 – Lincoln Chafee, americký politik
- 1958 – Elio de Angelis, italský automobilový závodník a pianista († 15. května 1986)
- 1959 – Oto Bachorík, slovenský výtvarný umělec
- 1962 – Andrej Lavrov, ruský házenkář
- 1966 – Michael Imperioli, americký herec
- 1970 – François Legrand, francouzský sportovní lezec
- 1971 – Rennae Stubbsová, australská tenistka
- 1973
  - T. R. Knight, americký herec
  - Matt Burke, australský ragbista
- 1976 – Mariusz Sowiński, sériový vrah
- 1979 – Hiromi Uehara, japonská jazzová pianistka
- 1982
  - Mikel Arteta, španělský fotbalista
  - Lenka Ivančíková, slovenská výtvarnice, animátorka a režisérka
- 1984
  - Arťom Sedov, ruský šermíř
  - Drew Mitchell, australský ragbista
- 1985 – Keira Knightleyová, britská herečka
- 1986 – Jessica McClure Morales, americká oběť nehody
- 1990
  - Sarah Menezesová, brazilská judistka
  - Uini Atonio, francouzský ragbista
- 1994 – Gaël Fickou, francouzský ragbista
- 1997 – Duklock, slovenský youtuber

## Úmrtí

### Česko

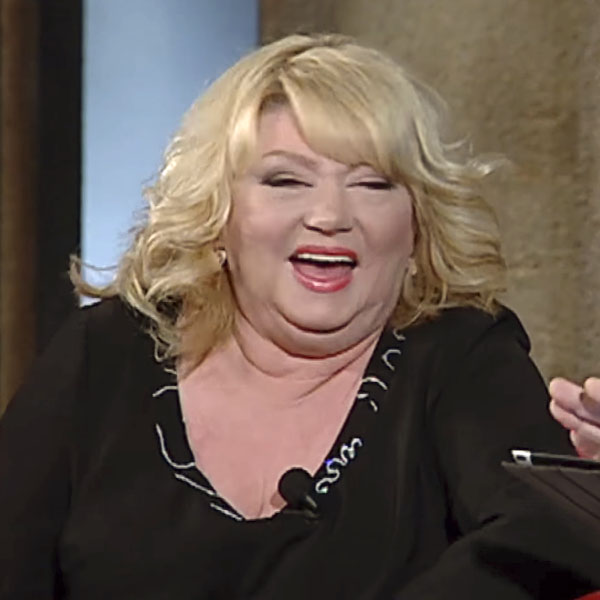
Věra Špinarová († 2017)

- 1626 – Lev Burian Berka z Dubé, šlechtic (* 1586/90)
- 1821 – Josef Ignác Buček, osvícenský právník, národohospodář a reformátor (* 6. května 1741)
- 1856 – Johann Schroth, přírodní léčitel, zakladatel lázní Lipová (* 11. února 1798)
- 1886 – Hynek Zátka, český podnikatel a politik (* 8. července 1808)
- 1890 – Leopold Stephan, malíř (* 1826)
- 1892
  - Jan Nepomuk Soukop, kněz, básník, folklorista a speleolog (* 10. května 1826)
  - Vilém Barvič, český hudební skladatel (* 1. srpna 1841)
- 1916 – Jakub Husník, český malíř a grafik, vynálezce světlotisku (* 29. března 1837)
- 1920 – Vojtěch Kryšpín, učitel a literární historik (* 2. dubna 1844)
- 1928 – Vendelín Budil, herec, režisér, divadelní historik a překladatel (* 19. října 1847)
- 1929 – Bedřich Piskač, český malíř (* 8. května 1898)
- 1947
  - Alois Kříž, novinář kolaborující s nacisty (* 26. února 1911)
  - Franta Sauer, český proletářský spisovatel (* 4. prosince 1882)
- 1954 – Ľudovít Medvecký, československý politik slovenské národnosti (* 28. července 1878)
- 1956 – Kamilla Neumannová, česká nakladatelka (* 24. března 1874)
- 1979 – František Bláha, lékař, poslanec, signatář Charty 77 (* 9. června 1896)
- 1991 – Karel Burkert, československý fotbalový reprezentant (* 1. prosince 1909)
- 1997 – Stanislav Bacílek, československý hokejový reprezentant (* 13. listopadu 1929)
- 2001 – Karel Sklenička, český hudební skladatel a varhaník (* 17. února 1933)
- 2009 – Věra Faltová, ilustrátorka (* 17. května 1932)
- 2011 – František Havránek, trenér československé fotbalové reprezentace (* 11. července 1923)
- 2017 – Věra Špinarová, česká zpěvačka (* 23. prosince 1951)
- 2019 – Daniel Nekonečný, zpěvák (* 29. června 1966)

### Svět

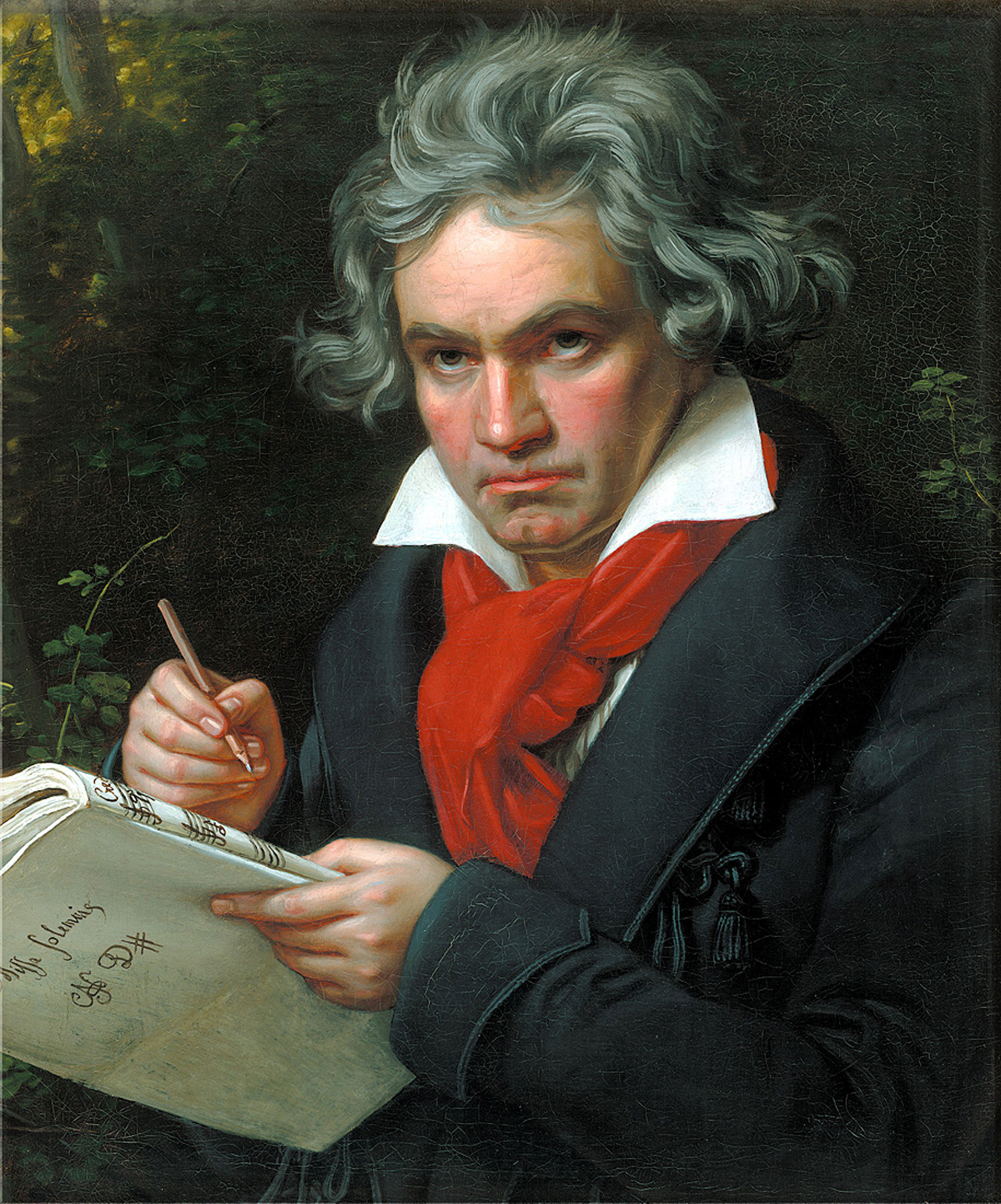
Ludwig van Beethoven († 1827)

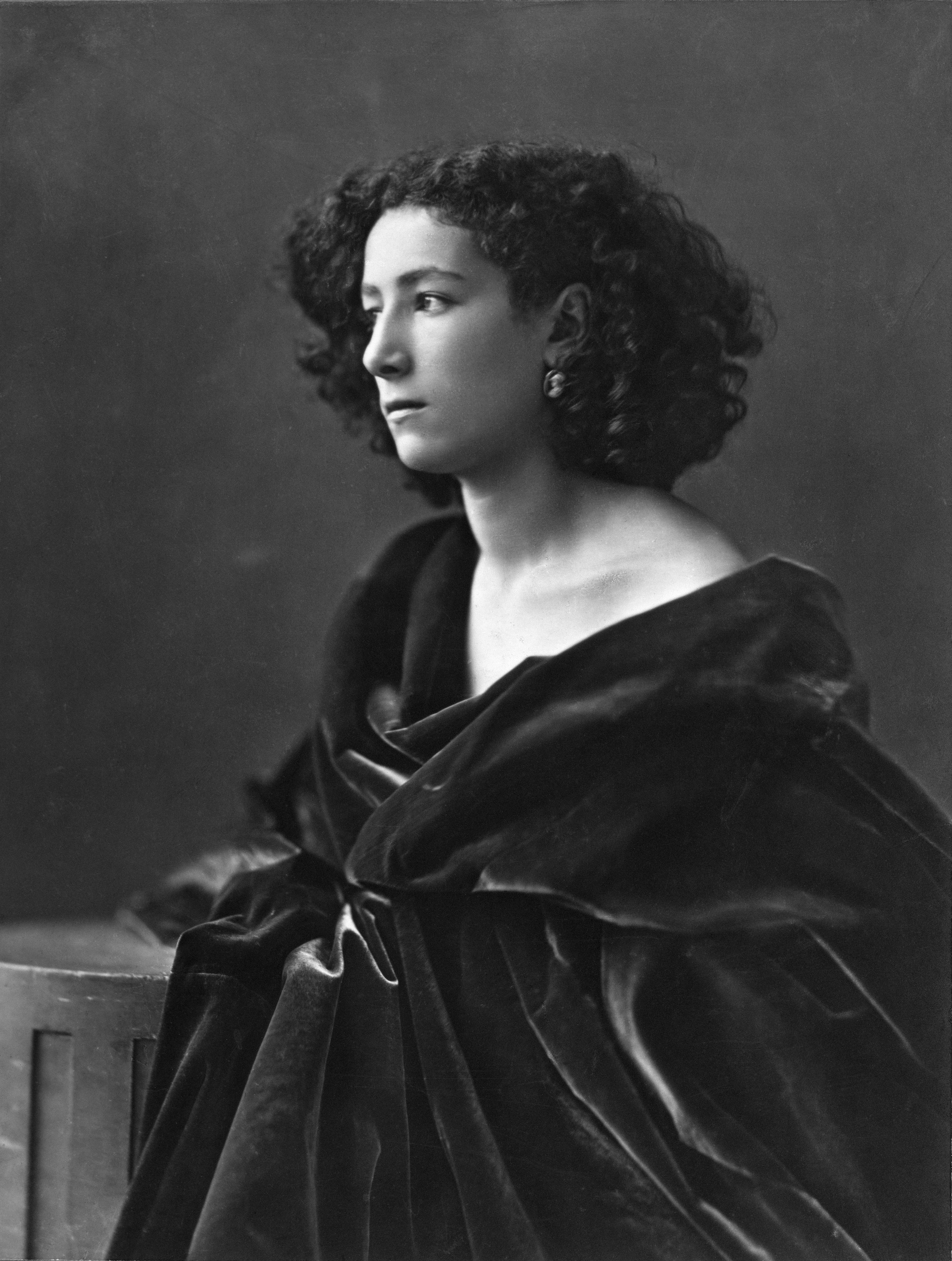
Sarah Bernhardt († 1923)

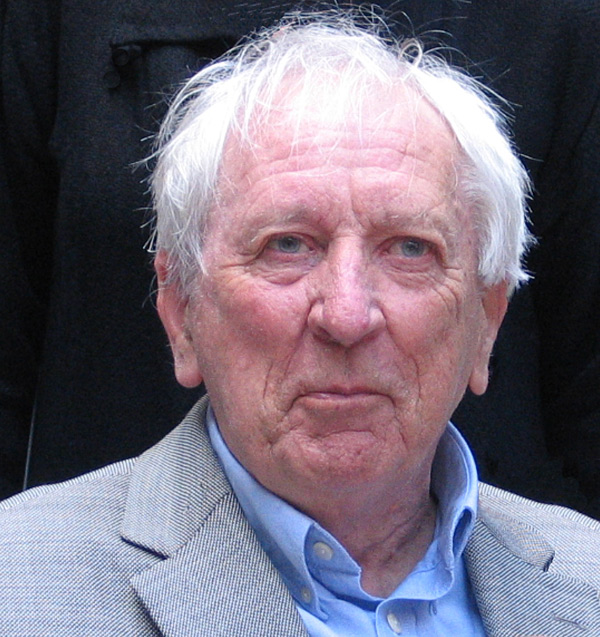
Tomas Tranströmer († 2015)

- 1211 – Sancho I., portugalský král (* 11. listopadu 1154)
- 1260 – Alfons Aragonský, aragonský infant (* 1228)
- 1287 – Ingeborg Dánská, manželka norského krále Magnuse VI. (* 1244)
- 1350 – Alfons XI. Kastilský, král kastilský (* 13. srpna 1311)
- 1676 – Johana Beatrix z Ditrichštejna, kněžna z Lichtenštejna a Ditrichštejna (* 1625)
- 1700 – Heinrich Meibom, německý lékař (* 29. června 1638)
- 1794 – Juan Francisco Bodega y Quadra, španělský námořní důstojník a objevitel (* 22. května 1744)
- 1797 – James Hutton, skotský geolog (* 14. června 1726)
- 1804 – Wolfgang von Kempelen, šlechtic a vynálezce (* 23. ledna 1734)
- 1814 – Joseph Ignace Guillotin, francouzský vědec, propagátor gilotiny (* 28. května 1738)
- 1827 – Ludwig van Beethoven, německý hudební skladatel (pokřtěn 17. prosince 1770)
- 1832 – Corentin de Leissegues, francouzský námořní důstojník (* 29. srpna 1758)
- 1838 – Ondřej Alois Ankwicz ze Skarbek-Poslawice, polský arcibiskup ve Lvově a Praze (* 22. června 1777)
- 1848 – Steen Steensen Blicher, dánský kněz, básník a spisovatel (* 11. října 1782)
- 1860 – Évariste Régis Huc, francouzský misionář (* 1. srpna 1813)
- 1870 – Michal Miloslav Hodža, slovenský buditel (* 22. září 1811)
- 1871 – François-Joseph Fétis, belgický hudební skladatel, kritik, muzikolog, historik a pedagog (* 25. března 1784)
- 1881 – Florian Ceynowa, kašubský jazykovědec a spisovatel (* 4. května 1817)
- 1882 – Thomas Hill Green, anglický filozof (* 7. dubna 1836)
- 1892 – Walt Whitman, americký spisovatel (* 31. května 1819)
- 1894 – Constanze Dahnová, německá herečka francouzského původu (* 12. června 1814)
- 1900 – Isaac Mayer Wise, americký reformní rabín, redaktor a spisovatel (* 29. března 1819)
- 1901 – Gundaker Wurmbrand-Stuppach, předlitavský politik (* 9. května 1838)
- 1902 – Cecil Rhodes, britský koloniální podnikatel a politik (* 5. července 1853)
- 1920 – Kazimierz Chłędowski, předlitavský státní úředník a politik (* 28. února 1843)
- 1923 – Sarah Bernhardt, francouzská herečka (* 22. října 1844)
- 1926 – Konstantin Fehrenbach, německý kancléř (* 11. ledna 1852)
- 1932 – Levin Corbin Handy, americký fotograf (* 1855)
- 1933 – Eddie Lang, americký jazzový kytarista (* 25. října 1902)
- 1936 – Adolf II. ze Schaumburg-Lippe, německý kníže (* 23. ledna 1883)
- 1940
  - Julij Šokalskij, ruský oceánograf, geograf a kartograf (* 8. října 1856)
  - Spyridon Louis, řecký atlet (* 12. ledna 1873)
- 1943 – Marie Kudeříková, studentka, odbojářka (* 24. března 1921)
- 1945
  - Boris Michajlovič Šapošnikov, sovětský vojenský teoretik, náčelník generálního štábu Rudé armády (* 2. října 1882)
  - David Lloyd George, britský státník (* 17. ledna 1863)
- 1957 – Édouard Herriot, premiér Francie (* 5. července 1872)
- 1959 – Raymond Chandler, americký spisovatel (* 23. července 1888)
- 1961 – Carlos Duarte Costa, brazilský biskup, reformátor (* 21. července 1888)
- 1967 – Grigorij Žatkovič, americký právník a první guvernér Podkarpatské Rusi (* 2. prosince 1886)
- 1969
  - B. Traven, německý spisovatel (* 1882)
  - John Kennedy Toole, americký spisovatel (* 17. prosince 1937)
  - Günther Weisenborn, německý prozaik a dramatik (* 10. července 1902)
- 1973 – Noël Coward, anglický hudební skladatel, zpěvák, herec a dramatik (* 16. prosince 1899)
- 1974 – Michael Avi-Jona, izraelský archeolog (* 26. září 1904)
- 1975 – Ondrej Klokoč, předseda Slovenské národní rady (* 17. srpna 1911)
- 1977 – Ivan Stodola, slovenský lékař, dramatik a spisovatel (* 10. března 1888)
- 1980 – Zofia Lissa, polská muzikoložka (* 19. října 1908)
- 1984
  - Ahmed Sékou Touré, první guinejský prezident (* 9. ledna 1922)
  - Branko Ćopić, srbský spisovatel a básník (* 1. ledna 1915)
- 1986 – Dezider Hoffman, slovenský fotograf (* 24. května 1918)
- 1987
  - Walter Abel, americký herec (* 6. června 1898)
  - Georg Muche, německý malíř, tiskař, architekt a učitel (* 8. května 1895)
- 1993 – Reuben Fine, americký šachový velmistr (* 11. října 1914)
- 2005 – James Callaghan, bývalý předseda britské vlády (* 27. března 1912)
- 2006 – Rocío Dúrcal, španělská herečka a zpěvačka (* 4. října 1944)
- 2007 – Rodion Azarkhin, ruský kontrabasista (* 22. března 1931)
- 2009 – John Mayhew, anglický hudebník (* 27. března 1947)
- 2012 – Ján Mlynárik, slovenský historik a politik (* 11. února 1933)
- 2015 – Tomas Tranströmer, švédský spisovatel, překladatel a psycholog, Nobelova cena 2011 (* 15. dubna 1931)
- 2020
  - Michel Hidalgo, francouzský fotbalista a fotbalový trenér (* 22. března 1933)
  - Michael Sorkin, americký architekt, urbanista, spisovatel a akademik (* 2. srpna 1948)

## Svátky

### Česko
- Emanuel, Emanuela, Manuel, Manuela
- Haštal

### Svět
- Slovensko: Emanuel
- Bangladéš: Den nezávislosti na Pákistánu (1971)
- Washington: National Cherry Blossom Festival
- Mali: Mučedníci za svobodu
- Havaj: Den prince Kühiö

### Liturgický kalendář
- Svatý Haštal
- misionář Ludger

| 26. březen v pražském KlementinuÚdaje jsou platné k 11. 3. 2025. | 26. březen v pražském KlementinuÚdaje jsou platné k 11. 3. 2025. | 26. březen v pražském KlementinuÚdaje jsou platné k 11. 3. 2025. |
| minimum                                                          | denní průměr                                                     | maximum                                                          |
| ---------------------------------------------------------------- | ---------------------------------------------------------------- | ---------------------------------------------------------------- |
| −13,0 °C (1785)                                                  | 7,8 °C (od 1961)                                                 | 21,7 °C (2010)                                                   |